# Victor Cristea
Victor Cristea (n. 1 iulie 1949 în Bârlad, județul Vaslui) este un profesor și om politic român, absolvent al Facultății de Fizică din cadrul Universității Alexandru Ioan Cuza din Iași. A fost profesor de fizică și director la Liceul Teoretic „Mihail Kogălniceanu” din Vaslui. Între anii 1992 și 2008 a fost primarul municipiului Vaslui. Victor Cristea este deputat în legislatura 2008-2012.